# Helen Vita

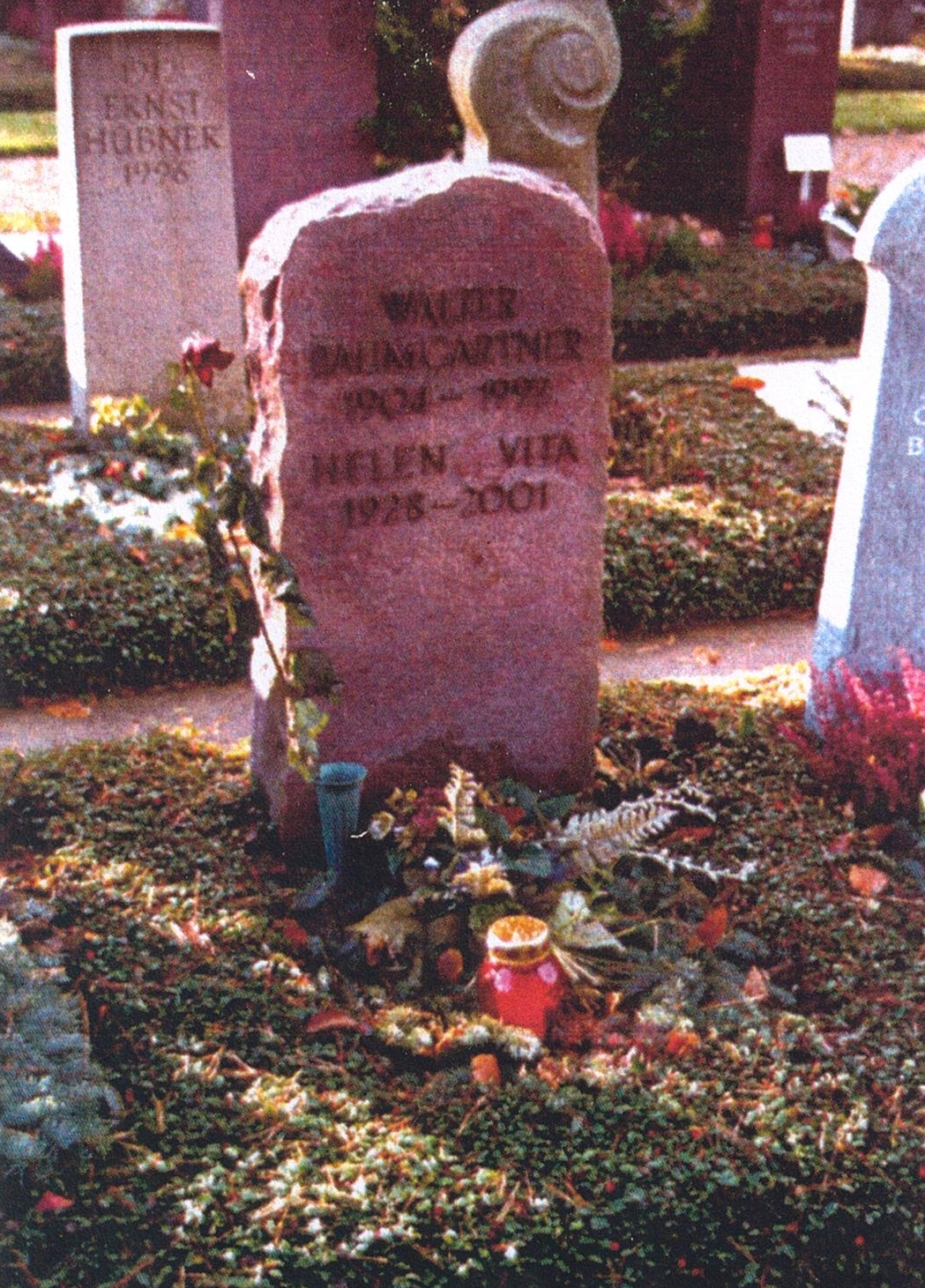
Tumba de Helen Vita

Helen Vita (Hohenschwangau, 7 de agosto de 1928–Berlín, 16 de febrero de 2001) fue una cantante y actriz teatral, cinematográfica y televisiva suiza.

## Biografía
Su nombre completo era Helene Vita Elisabeth Reichel, y nació en Hohenschwangau, Alemania, siendo sus padres el director de orquesta Anton Reichel y la violonchelista Jelena Pacic. Tras ser expulsados de Alemania en 1939, la familia se instaló en Ginebra, Suiza, de donde era su padre.
Tras formarse como actriz en el Conservatorio de Música de Ginebra, ella debutó en escena en 1946 en el Théâtre du Vieux-Colombier de París. Posteriormente trabajó dos años en el Schauspielhaus Zürich, donde actuó en la obra Herr Puntila und sein Knecht Matti, de Bertolt Brecht. Brecht reconoció su talento cómico, y la invitó a actuar en ese género y a hacer cabaret. Sin embargo, ella no quiso formar parte del Berliner Ensemble del escritor, pues no compartía sus ideas políticas. En 1949 actuó en el Cabaret Fédéral de Zürich, y en 1952 llegó a Múnich, donde actuó en el Teatro Die Kleine Freiheit, participando en espectáculos escritos por Erich Kästner. Allí conoció a Friedrich Hollaender, cuyas canciones interpretó. Más adelante actuó en el cabaret Die Wühlmäuse, en Berlín. En 1956 se casó con el compositor suizo Walter Baumgartner, con el que tuvo dos hijos, instalándose la familia en Berlín en 1965.
Helen Vita inició su carrera en el cine a principios de los años 1950. Participó en más de un centenar de producciones cinematográficas y televisivas, muchas de ellas comedias populares en las que trabajaba junto a Caterina Valente y Sonja Ziemann. Sus papeles la encasillaron con un personaje que pudo abandonar en producciones como la quinta parte de la serie televisiva Am grünen Strand der Spree, en la que actuó junto a Gerhard Just y Günter Pfitzmann. Entre sus películas destacadas figuran 08/15, Ferien auf Immenhof, el musical Cabaret, y las producciones de Rainer Werner Fassbinder Liebe ist kälter als der Tod, Satansbraten, Berlin Alexanderplatz y Lili Marleen. 
Mientras desarrollaba su carrera en el cine, Vita siguió fiel al teatro «serio». Así, actuó en clásicos de William Shakespeare, Molière y Goethe, al igual que en obras modernas de Thornton Wilder, T. S. Eliot y Hans Henny Jahnn. Actuó con Hans Albers en Liliom, y en el Münchner Volkstheater en La ópera de los tres centavos.
En los años 1960 se creó un escándalo cuando ella interpretó unas canciones francesas obscenas adaptadas por Walter Brandin. Fueron prohibidas, lo cual aseguró el éxito de las mismas.
Su último gran éxito llegó a finales de los años 1990 cuando actuó en gira, junto a Evelyn Künneke y Brigitte Mira, en Drei alte Schachteln. Hasta poco antes de su muerte siguió trabajando en numerosas producciones televisivas, así como en el escenario con Die Alte singt ja immer noch.
Helen Vita también actuó en la radio, y en 1969 participó en la obra de Rolf y Alexandra Becker Dickie Dick Dickens.
La actriz falleció en Berlín, Alemania, en el año 2001, a causa de un cáncer. Fue enterrada en el Cementerio Zollikerberg/Zollikon, cerca de Zürich.

## Premios
- 1985 : Deutscher Kleinkunstpreis
- 1987 : Salzburger Stier
- 2000 : Orden del Mérito de la República Federal de Alemania de Primera Clase
- 2000 : Verleihung der Goldenen Kamera

## CD disponibles
- 2000 : Die Alte singt ja immer noch
- 2001 : Freche Chansons
- 2002 : Unartige Lieder
- 2003 : Ich hasse die farblose Feinheit

## Filmografía
- 1947: Torrents
- 1952 : Palace Hotel
- 1953 : Man nennt es Liebe
- 1954 : 08/15
- 1954 : Liebe und Trompetenblasen
- 1954 : Die kleine Stadt will schlafen gehen
- 1955 : Der fröhliche Wanderer
- 1955 : 08/15 Zweiter Teil
- 1955 : 08/15 in der Heimat
- 1955 : Urlaub auf Ehrenwort
- 1955 : Der Pfarrer von Kirchfeld
- 1955 : Zwei blaue Augen
- 1956 : Ein tolles Hotel
- 1956 : Kirschen in Nachbars Garten
- 1956 : Bonjour Kathrin
- 1956 : Dany, bitte schreiben Sie
- 1957 : Ferien auf Immenhof
- 1957 : Bäckerei Zürrer
- 1957 : Kein Auskommen mit dem Einkommen!
- 1957 : Das einfache Mädchen
- 1958 : Heimatlos
- 1958 : Das Mädchen Rosemarie
- 1958 : Schwarzwälder Kirsch
- 1958 : Cherchez la femme
- 1959 : Alle lieben Peter
- 1959 : Kriegsgericht
- 1959 : Liebe auf krummen Beinen
- 1959 : Du bist wunderbar
- 1960 : Am grünen Strand der Spree (serie TV)
- 1961 : Die Gejagten
- 1961 : Der Hochtourist
- 1961 : Robert und Bertram
- 1963 : Es war mir ein Vergnügen
- 1964 : Die Lady
- 1966 : Ganovenehre
- 1967 : Treibgut der Großstadt
- 1968 : …und noch nicht sechzehn
- 1969 : Alle Kätzchen naschen gern
- 1970 : Die Feuerzangenbowle
- 1970 : Was ist denn bloß mit Willi los?
- 1971 : Jürgen Roland’s St. Pauli-Report
- 1971 : Urlaubsreport – Worüber Reiseleiter nicht sprechen dürfen
- 1971 : Der neue heiße Sex-Report: Was Männer nicht für möglich halten
- 1972 : Cabaret
- 1973 : Traumstadt
- 1976 : Satansbraten
- 1977 : Tatort, episodio Das Mädchen am Klavier
- 1977 : Der Alte, episodio Blütenträume
- 1977 : Polizeiinspektion 1, episodio Und keine Kopeke weniger
- 1978 : Derrick, episodio Lissas Vater
- 1979 : Der Durchdreher
- 1980 : Berlin Alexanderplatz
- 1981 : Lili Marleen
- 1982 : Derrick, episodio Der Mann aus Kiel
- 1982 : St. Pauli-Landungsbrücken (serie TV, un episodio)
- 1984 : Tapetenwechsel
- 1988 : Gekauftes Glück
- 1986 : Ein Fall für zwei, episodio Erben und Sterben
- 1991 : Ein Fall für zwei, episodio Kopfgeld
- 1992 : Lilli Lottofee (serie TV)
- 1992 : Happy Birthday, Türke!
- 1993 : Jeanmaire – Ein Stück Schweiz (TV)
- 1993–1995 : Salto postale (serie TV)
- 1994 : Die Weltings vom Hauptbahnhof – Scheidung auf Kölsch (serie TV)
- 1994 : Matchball (serie TV)
- 1996 : Ein Fall für zwei, episodio Todesengel
- 1997 : Die drei Mädels von der Tankstelle
- 1999 : Die Spesenreiter
- 2000 : Die Schule am See, episodio Rote Rosen
- 2000 : Ein lasterhaftes Pärchen (TV)
- 2002 : Edgar Wallace – Die unheimlichen Briefe (TV)

## Radio
- 1961: Die Morgenröte – Eine Komödie aus dem Jahre 1848, de Josef Ruederer. Dirección de Edmund Steinberger. Producción: Bayerischer Rundfunk.[1]
- 1964: Der Prozess um des Esels Schatten, de Friedrich Dürrenmatt. Dirección de Otto Kurth. Producción BR/SR.